# Ferslev (Aalborg)
Ferslev is een kleine plaats in de Deense regio Noord-Jutland, gemeente Aalborg. Ferslev ligt even ten oosten van de E45, ongeveer 10 kilometer ten zuiden van de stad Aalborg.